# O treh sinovih
O treh sinovih je slovenska ljudska pravljica, ki izvira iz okolice Motnika pri Kamniku. V narečju jo je zapisal Gašpar Križnik, priredila pa Kristina Brenkova.

## Analiza pravljice

### Kratka vsebina pravljice
Nekoč je imel neki oče tri sinove, lepo kmetijo in gozdove. Vzel je najstarejšega sina in ga vprašal, kaj bi naredil s smrekami, če bi bile njegove. Odgovoril je, da bi jih prodal in od tega dobro živel. Oče presodi, da najatrejši ne bo dober gospodar. Naslednji dan je na preizkušnji srednji sin. Očetu odvrne, da bi iz smrek postavil lepe hiše, kot jih imajo v mestih. Tudi tokrat oče presodi, da srednji sin ne bo dober gospodar. Tretji dan gre v gozd z najmlajšim sinom. Najmlajši mu odvrne, da bi jih pustil rasti, ker so lepe. Oče sklene, da bo kmetijo prepustil najmlajšemu sinu in ga oženil.

### Notranja zgradba knjižnega dela
- Dogajalni prostor: na kmetiji, v smrekovem gozdu
- Dogajalni čas: neznan (»Nekoč je živel…«)
- Pripovedovalec: tretjeosebni, vsevedni
- Perspektiva dogajanja: panoramska
- Snov: dedovanju
- Motivi: presojanje, izbiranje dediča, koristoljubje, ljubezen do narave, najmlajši je junak
- Književne osebe:
  - glavne: oče in najmlajši sin
  - stranske: najstrejši in srednji brat
- Jezik: preprost, razumljiv, brez odvečnih besed
- Konec: srečen zaključek, najmlajši uspe

## Značilnosti ljudskega slovstva v povezavi z obravnavano pravljico
- Anonimnost – avtor pripovedke je neznan, poznamo le zapisovalca
- ustno izročilo – besedilo se je prenašalo iz roda v rod s pripovedovanjem in se pri tem spreminjalo
- Osebe nimajo imen – oče in sinovi
- Tipičen začetek: nekoč je... in tipičen srečen zaključek
- Junak je najmlajši sin
- Aplikativna pravljica
- pojavi se pravljično število tri

## Liki
- Glavna oseba - najmlajši sin: občutljiv za lepoto, za ohranjanje narave in dediščine, izraža načelo živi in pusti živeti, ni koristoljuben kot njegova dva brata
- Glavna stranska oseba - oče: razumski, zna presoditi značaj sinov, želi se pravilno odločiti glede prihodnosti kmetije in gozdov, nepristranski do sinov, sinovi nimajo vpogleda v njegovo presojo

## Interpretacija pravljice po psihoanalitični teoriji (B. Bettelheim)
Iz pravljic lahko zaslutimo odgovore na večna življenjska vprašanja: Kakšen je svet? Kako naj preživim v njem? Sporočila pravljice nakazujejo rešitve, nikoli pa je ne izrečejo. Tako je tudi v tej pravljici nakazano, da je rešitev za dobro življenje ljubezen do narave, medtem ko je kakršnokoli koristoljublje kaznovano.
Na najpreprostejši in najbolj neposredni ravni pravljice, v kateri je junak najmanjši ali najmlajši, otroku vliva tolažbo in upanje za prihodnost, ki ju najbolj potrebuje. Izid te zgodbe pove, da bo tisti, ki je bil v lastnih ali tujih očeh najmanj sposoben, na koncu vseeno presegel vse druge. Čeprav se oteok ne ceni pretirano - to oceno projicira tudi nato , kako ga ocenjujejo drugi - in se boji, da iz njega nikoli nič ne bo, zgodba pokaže, da se je že sprožil proces uresničevanja njegovih možnosti.
Zdi se, da se število tri v pravljicah pogosto nanaša na tri vidike duševnosti, ki jih ločuje psihoanaliza: ono, jaz in nadjaz. V pravljici O treh sinovih izrazitih razlik med brati ni videti. Najbolj očitna je, da starejša brata gledata skozi oči koristi, najmlajši pa skozi oči lepote.

## Motivno-tematske povezave
- Motiv najmlajšega, najmanjšega junaka: : brata Grimm: Grdi raček, Pepelka; Ezop: Lev in hvaležna miška
- Izbiranje dediča: brata Grimm: Tri peresa
- Koristoljubje ni rešitev: H. C. Andersen: Deklica z vžigalicami, brata Grimm: Rdeča kapica, Špicparkeljc; Legenda o kralju Midasu (grška legenda)
- Ljubezen do narave, lepote je rešitev: H. C. Andersen: Srečni zvonček; Ezop: Orel in drvar; Luigi Capuana: Milni mehurček